# Fortuna
la revolubil ruota 

mentre ne giunge al vertice 

per te s'arresta immota.»

Scultura della dea Fortuna, tradizionalmente bendata, di Annita Mechelli.

(Gioachino Rossini, La Cenerentola, libretto di Ferretti, 1817, scena ultima.)
La fortuna è un'ipotetica entità in grado di influenzare in maniera positiva o negativa gli eventi casuali. La definizione varia tuttavia a seconda del contesto filosofico, religioso, letterario di riferimento.
Secondo l'editore e lessicografo statunitense Noah Webster, la fortuna è «una forza senza scopo, imprevedibile e incontrollabile che plasma gli eventi in maniera favorevole per un individuo, un gruppo o una causa». Secondo il dizionario della lingua italiana di Giacomo Devoto e Gian Carlo Oli, è la «presunta causa degli eventi e delle circostanze non spiegabili razionalmente».

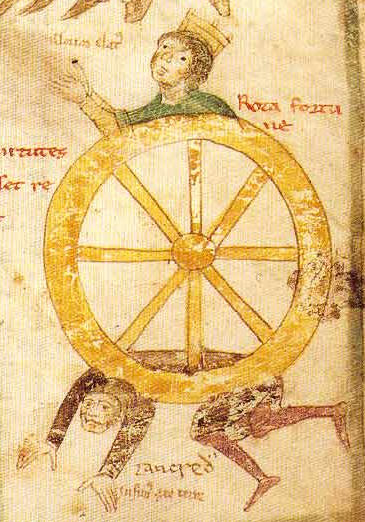
Ruota della fortuna, simbolo ricorrente della buona sorte, che rappresenta i suoi imprevisti andirivieni, come nell'omonima carta dei tarocchi, o in opere d'arte quali il rosone della basilica di San Zeno.

Quando viene intesa come un fattore indipendente dal proprio controllo, cioè che non riguarda la volontà, l'intenzione o il desiderio, la fortuna può essere interpretata in almeno due sensi: nel senso "prescrittivo" indica un concetto soprannaturale e deterministico secondo il quale vi sono forze che determinano il verificarsi di certi eventi, nel senso "descrittivo" si parla di fortuna in seguito ad eventi che portano ad essere felici o infelici.
Il significato del termine fortuna può quindi inglobare diversi concetti che vanno dalla aleatorietà passando per la fede e la superstizione.

## Etimologia

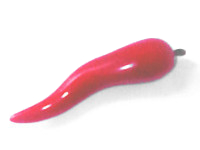
Cornetto rosso portafortuna

Il termine latino fortuna deriva da fors, che vuol dire «sorte» ed ha la stessa radice di ferre, che indica «portare»; quindi fortuna può voler dire «ciò che porta la sorte».

## Impatto sociale
La fortuna ha importanti impatti sulla società: basti pensare che nei giochi la fortuna ha un ruolo quasi essenziale. Altri aspetti in cui essa è coinvolta sono la numerologia, la lotteria ma anche la scienza.
In Italia tra l'Ottocento e il Novecento erano diffusi veri e propri venditori della Fortuna, ambulanti che in cambio di una piccola offerta erano soliti estrarre da una gabbietta un animaletto, in genere un pappagallo, che pescava, per chi l'avesse richiesto, uno dei cosiddetti «pianeti della fortuna», foglietti colorati contenenti predizioni sul futuro e alcuni numeri da giocare al lotto, destinati all'acquirente.
Storicamente la lottologia si prefigge di studiare tecniche per incrementare le probabilità di successo nei vari giochi ad estrazione, combinando la numerologia con l'astrologia, l'oniromanzia e altre forme di divinazione.

## Simboli
Questa è una lista di simboli ritenuti in grado di portare fortuna, la quale viene rappresentata da un ampio numero di emblemi, numeri, talismani, oggetti, piante e animali che variano molto tra le diverse culture. Il significato dei simboli origina da folklore, mitologia, esoterismo, religione, tradizione, necessità o una combinazione di queste.
| Simbolo              | Simbolo | Cultura                                                      | Note |
| -------------------- | ------- | ------------------------------------------------------------ | --- |
| 7                    |         | Cristiana                                                    | [ 8 ] [ 9 ] |
| 8                    |         | Cinese                                                       | assomiglia alla parola cinese "fortuna" |
| Acchiappasogni       |         | Nativo-Americana (Ojibwe)                                    | [ 10 ] [ 11 ] |
| Aitvaras             |         | Lituania                                                     | |
| Albatross            |         |                                                              | Considerato un simbolo di fortuna se visto dai marinai |
| Amanita muscaria     |         |                                                              | |
| Ashtamangala         |         | Religioni indiane come induismo, Jainismo e Buddismo         | |
| Ayam Cemani          |         | Culture indigene dell'Indonesia                              | |
| Bamboo               |         | Cinese                                                       | [ 14 ] |
| Barnstar             |         | Stati Uniti                                                  | Sono molto comuni in Pensylvania specialmente nelle case di famiglie di origine tedesca                                                                                    |
| Chiodi forgiati      |         | Italiana                                                     | sono fortunati se trovati casualmente. |
| Coccinella           |         | Germania, Italia, Russia, Turchia, Serbia                    | Considerate particolarmente fortunate se rosse con 7 punti neri |
| Corno portafortuna   |         | Italiana                                                     | diffuso soprattutto nel mezzogiorno d'Italia |
| Elefante bianco      |         | Thailandese                                                  | [ 17 ] |
| Ferro di cavallo     |         | Inglese e diverse altre culture europee                      | I ferri di cavallo sono considerati fortunati quando rivolti verso l'alto e sfortunati quando rivolti verso il basso anche se secondo alcune credenze è vero il contrario. |
| Furcula              |         | Europa, Nord America                                         | [ 20 ] |
| Fūrin                |         | Giapponese                                                   | (questi oggetti sonanti col vento vengono anche chiamati scacciaspiriti)                                                                                                   |
| Gatto tartarugato    |         | diverse culture                                              | |
| Giada                |         | Cinese                                                       | |
| Maiale               |         | Cinese, Tedesca                                              | [ 21 ] |
| Maneki neko          |         | Giapponese, Cinese                                           | |
| Manufica             |         | Europa                                                       | |
| Pesce                |         | Cinese, Ebraica, Antico Egitto, Tunisia, Indiana, Giapponese | [ 22 ] [ 23 ] [ 24 ] [ 25 ] [ 26 ] [ 27 ] |
| Quadrifoglio         |         | Celtica                                                      | [ 28 ] [ 29 ] |
| Rondine              |         | Corea                                                        | |
| Sarimanok            |         | Mindanao                                                     | |
| Shamrock o trifoglio |         | Irlandese                                                    | Mentre nella maggior parte del mondo solo i quadrifogli sono considerati fortunati, in Irlanda lo sono anche i trifogli                                                    |
| Sheela na Gig        |         | Europea                                                      | Sculture medievali |
| Spazzacamino         |         | diverse parti del mondo                                      | si dice che porti fortuna se toccato specialmente a Capodanno e matrimoni                                                                                                  |
| zampa di coniglio    |         |                                                              | [ 30 ] |